# Денга
Денгата е инфекция, причинена от вируса денга, който се предава от комари. Позната също и като „трошаща костите“ треска (на английски: bonebreak fever), тъй като причинява толкова силна болка, че човек има усещането, че костите му се трошат. Някои от симптомите на денгата са треска, главоболие, обрив по кожата, който прилича на дребна шарка и болка в мускулите и ставите. При някои хора денгата може да премине в една от двете животозастрашаващи форми:
- първата форма на заболяването е денга хеморагична треска, която причинява кървене, пропускливи кръвоносни съдове и ниски нива на тромбоцитите;
- втората форма е шоков синдром на денга, който води до опасно ниско кръвно налягане.

Съществуват четири различни щама на вируса. Ако човек бъде заразен с един щам, обикновено той е защитен от този щам до края на живота си. Защитата срещу останалите три щама на вируса обаче е краткотрайна. Ако на по-късен етап се зарази с някой от тези три щама на вируса, вероятността да развие сериозни проблеми е по-голяма.
Няма ваксина, която предпазва ефективно от вируса на денга. Има няколко неща, които човек може да направи, за да се предпази от денга, като например да се предпазва от комари и да ограничава броя на ухапванията им. Учените препоръчват също намаляване на местообитанията на комарите, както и на броя комари. Ако човек развие денга треска, обикновено може да се възстанови като просто приема достатъчно течности, при условие че заболяването е в лека или умерена форма. Ако случаят е по-сериозен, може да се наложи интравенозно подаване на течности или кръвопреливане.
Заразявания с денга датират от 60-те години на 19. век. Болестта се превръща в световен проблем от Втората световна война. Тя се среща в над 110 държави. Всяка година около 50 – 100 милиона души заболяват от денга. Работи се върху ваксина и лекарства за директна борба с вируса. Освен това се предприемат различни мерки за отстраняване на комарите.
Първите описания на денгата са дадени през 1779 г. Още в началото на 20. век учените разбират, че болестта се причинява от вируса денга и че се предава (разпространява) от комарите.

## Признаци и симптоми
Около 80% от хората (8 на всеки 10), които биват заразени с вируса на денга, нямат симптоми или показват само леки симптоми (като обикновена треска). Около 5% от заразените (или 5 на всеки 100) заболяват по-сериозно. При малък брой от тях заболяването е животозастрашаващо. Симптомите се проявяват между 3 и 14 дни след излагане на вируса на денга. Най-често симптомите се проявяват след 4 до 7 дни. Следователно, ако човек се върне от район, където денгата се среща често и получи треска или други симптоми след повече от 14 дни от завръщането си, най-вероятно това не се дължи на денга.
Често симптомите при децата, които имат денга, са същите като при обикновена настинка или гастроентерит (или стомашен грип, например повръщане и диария). При децата обаче е по-вероятно да се получат сериозни проблеми от денга.

### Клинична картина
Класическите симптоми на денга са внезапна треска, главоболие (обикновено в слепоочията), обрив и болки в мускулите и ставите. Прозвището на болестта, „трошаща костите треска“ описва колко сериозна може да бъде тази болка. Денгата протича в три стадия: фебрилен, критичен и възстановяване.

#### Фебрилен стадий
По време на фебрилния стадий болният обикновено е с висока температура („фебрилен“ означава, че болният има треска). Температурата често е над 40° С (104° F). Възможно е също болният да чувства болка и главоболие. Фебрилният стадий обикновено продължава от 2 до 7 дни. По време на този стадий около 50 до 80% от болните със симптоми получават обрив. На първия или втория ден обривът може да изглежда като възпаление (зачервяване) на кожата. На по-късен етап от заболяването (на 4-тия до 7-ия ден) обривът изглежда като дребна шарка. По кожата е възможно да се появят малки червени петънца (петехии). Тези петна не изчезват при натиск върху кожата. Те са резултат от спукани капиляри. Болният може също да получи леко кървене от лигавицата на устата и носа. Самата треска има тенденция да изчезва (да се подобрява) и след това да се възвръща за един или два дни. При различните хора обаче тази тенденция е различна.

#### Критичен стадий
При някои хора заболяването преминава към критичен стадий след отшумяване на високата температура. Критичният стадий обикновено продължава 1 до 2 дни. По време на този стадий е възможно натрупване на течност в гърдите и корема. Причината за това е пропускането на малките кръвоносни съдове. Течността се натрупва и вече не циркулира в тялото. Това означава, че най-жизненоважните органи не получават достатъчно кръв. Това води до нарушаване на нормалната функция на органите. Болният може да получи силен кръвоизлив (обикновено от стомашно-чревния тракт.)
Под 5% от хората с денга получават циркулаторен шок – шоков синдром на денга и хеморагична треска на денга. Ако болният е бил заразен с друг щам на денга преди („вторична инфекция“), вероятността да развие тези сериозни проблеми е по-голяма.

#### Възстановяване
По време на стадия на възстановяване течността, която е изтекла от кръвоносните съдове се връща в кръвообращението. Стадият на възстановяване обикновено продължава 2 до 3 дни. Болният често се чувства много по-добре по време на този стадий. Възможно е обаче да почувства силен сърбеж и забавяне на пулса. През този стадий болният може да премине в състояние на пренатоварване с течности (когато количеството течности връщани в кръвообращението е прекалено голямо). Ако това засегне мозъка, може да причини гърч и или промяна в нивото на съзнание (при което мисленето, съзнанието и поведението на болния се различават от нормалното).

### Свързани проблеми
Понякога денгата може да засегне и други системи на тялото. Болният може да има само тези симптоми или в комбинация с класическите симптоми на денга. Понижено ниво на съзнание се среща при 0,5 – 6% от тежките случаи. Това е възможно, когато вирусът на денгата причини инфекция в мозъка. Възможно е също и в случаите, когато жизненоважни органи като черния дроб, не функционират правилно.
Съобщавани са и други неврологични разстройства (разстройства, които засягат мозъка и нервите) при хора, които са развили денга треска. Например денгата може да причини трансверзален миелит и синдром на Гилен-Баре. Макар това да не се случва почти никога, денгата може да причини също и инфекция на сърцето и остра чернодробна недостатъчност.

## Причина
Денгата се причинява от вируса денга. В научната система, която посочва наименованията и класифицира вирусите, вирусът денга е обозначен като част от семейството Flaviviridae и род Flavivirus. Към това семейство спадат и други вируси, които причиняват заболявания при хората. Например вирусът на жълта треска, вирусът на западнонилска треска, вирусът на енцефалит Сейнт Луис, вирусът на японски енцефалит, вирусът на енцефалит, пренасян от кърлежи, вирусът на киасанурска горска болест и вирусът на омска хеморагична треска, всички принадлежащи към семейство Flaviviridae. Повечето от тези вируси се разпространяват от комари или кърлежи.

### Предаване
Вирусът денга се предава най-вече от комари от рода Aedes, по-специално видът комар Aedes aegypti. Тези комари обикновено живеят между 35° северна и 35° южна географска ширина под равнище от 1000 м. Те хапят хората предимно през деня. Едно ухапване е достатъчно, за да зарази човек.
Понякога комарите могат да се заразят с денга от хората. Ако женски комар ухапе заразен човек, комарът може да се зарази с вируса на денга. В началото вирусът живее в клетките, които заобикалят червата на комара. След около 8 до 10 дни вирусът се разпространява към слюнчената жлеза на комара, която произвежда слюнката. Това означава, че слюнката, отделяна от комара, е заразена с вируса на денга. По този начин, когато комарът ухапе човек, заразената му слюнка преминава в човека и може да го зарази. Вирусът изглежда не причинява проблеми на заразените комари, които остават заразени за остатъка от живота си. Комарът Aedes aegypti е най-честият разпространител на денга. Това е така, защото той предпочита да живее близо до хората и да се храни от тях, вместо от животни. Той предпочита също да снася яйцата си в изкуствени водни контейнери.
Денгата може да се разпространи и чрез заразени кръвни продукти и чрез донорство на органи. Ако човек с денга дари кръв или орган, които след това бъдат дадени на друг човек, този човек може да се зарази с денга от дарената кръв или орган. В някои държави като Сингапур денгата е често срещана. В тези страни между 1,6 и 6 кръвопреливания на всеки 10 000 водят до заразяване с денга. Вирусът на денга може да се предаде и от майката на детето по време на бременност или при раждане. Денга обикновено не се предава по други начини.

### Рискове
Бебетата и малките деца, които имат денга, са по-склонни от възрастните да се разболеят сериозно. При децата, които са добре хранени, вероятността да се разболеят сериозно е по-голяма, (тази инфекция се различава от много други инфекции, които обикновено са по-сериозни при деца, които са недохранени, не са здрави или не са хранени добре). Жените са по-склонни да се разболеят сериозно от мъжете. Денгата може да бъде животозастрашаваща при хора с хронични заболявания като диабет и астма.

## Механизъм
Когато комар ухапе човек, слюнката на комара прониква в кожата на човека. Ако комарът има денга, вирусът се пренася чрез слюнката му. Така че когато комарът ухапе човек, вирусът прониква в кожата на човека заедно със слюнката на комара. Вирусът се закрепва и навлиза в белите кръвни телца на човека (белите кръвни телца трябва да помагат за защитата на тялото, като се борят със заплахите, като например инфекциите). Докато белите кръвни телца се движат из тялото, вирусът се репродуцира (размножава). Белите кръвни телца реагират, като произвеждат много сигнални протеини (т. нар. цитокини) като интерлевкини, интерферони и туморно некрозни фактори. Тези протеини предизвикват треската, грипоподобните симптоми и острите болки, характерни за денгата.
Ако човек има остра (тежка) инфекция, вирусът се репродуцира много по-бързо вътре в тялото. Тъй като количеството на вируса е много по-голямо, той може да засегне много повече органи (като черния дроб и костния мозък). Течност от кръвния поток изтича през стените на малките кръвоносни съдове в телесните кухини. По тази причина в кръвоносните съдове циркулира по-малко кръв. Кръвното налягане на човека също спада дотолкова, че сърцето не може да доставя достатъчно кръв до жизненоважните органи. Костният мозък също не е в състояние да произвежда достатъчно тромбоцити, които са необходими при правилното съсирване на кръвта. Без достатъчно тромбоцити е много по-вероятно човек да има проблеми с кървене. Кървенето е най-значителното усложнение при денгата (един от най-сериозните проблеми, които заболяването може да предизвика).

## Диагностициране
Обикновено медицинските специалисти диагностицират денгата като правят на инфектирания изследвания и установят дали симптомите му съвпадат с тези на денгата. Медицинските специалисти успяват най-добре да диагностицират денгата по този начин в области, за които се знае, че денгата е нещо обичайно. Когато обаче денгата е в ранния си стадий, може да е трудно да се направи разлика между това заболяване и други вирусни инфекции. Човек може да има денга, ако има треска и два от следните симптоми: гадене и повръщане, обрив, генерализирани болки (болки навсякъде по тялото), нисък брой бели кръвни телца или положителен турникет тест. Предупредителните признаци плюс треска, обикновено са сигнал, че човекът има денга, когато се намира в области, в които заболяването е разпространено.
Предупредителните признаци обикновено се проявяват преди денгата да стане остра. Турникет тестът е полезен, когато не може да се направи лабораторен тест. За да направи турникет теста, медицинският специалист увива маншета за измерване на кръвното налягане около ръката на пациента за 5 минути. След това преброява всички малки червени петна по кожата. Големият брой петна означава, че е много вероятно пациентът да има денга треска.
Може да се окаже трудно да се различи треската, предизвикана от денга и чикунгуня. Чикунгунята е подобна вирусна инфекция, която има много от същите симптоми като денгата и е разпространена в същите райони по света. Денгата може да има и някои сходни симптоми с други заболявания, например малария, лептоспироза, тифоидна треска и менингококова болест. Често преди да се постави диагноза на денга, медицинският специалист трябва да направи тестове, за да се увери, че не става дума за някое от тези заболявания.
Когато човек има денга, най-ранната проява, която може да се установи с лабораторни тестове, е нисък брой на бели кръвни телца. Ниският брой на тромбоцитите и метаболичната ацидоза също са признаци на денга. Ако човек има остра форма на денга, ще има и други изменения, които могат да се установят при кръвно изследване. Острата форма на денга причинява изтичане на течност от кръвния поток. Това предизвиква хемоконцентрация (по-малко плазма и повече червени кръвни телца в кръвта). Тя също предизвиква по-ниски нива на албумин в кръвта.
Понякога острата форма на денга предизвиква голям плеврален излив (когато изтеклата течност се натрупва около белия дроб) или асцит (когато се натрупва течност в корема). Ако те са достатъчно големи, медицинският специалист може да ги забележи, когато преглежда пациента. Медицинският специалист може да диагностицира шоковия синдром на денга в ранна фаза, ако има възможност да използва медицински ултразвук, за да открие течност вътре в тялото. Но в много области, където е разпространена денгата, повечето медицински специалисти и клинични работници не разполагат с ултразвук.

### Класификация
През 2009 г. Световната здравна организация (СЗО) класифицира денга треската на два вида: некомплицирана и остра. Преди това, през 1997 г., СЗО разделя болестта на недиференцирана треска, денга треска и хеморагична денга треска. СЗО решава, че този стар начин на разделяне на денгата трябва да се опрости, защото е твърде ограничаващ (той не включва всички начини, по които се проявява денгата). Въпреки че класификацията на денгата бива официално променена, все още често се използва старата класификация.
Според старата система на класификация на СЗО хеморагичната денга треска е разделена на четири стадия:
- Стадий I – пациентът има треска, посинява лесно и има положителен турникет тест.
- Стадий II – пациентът има кървене под кожата и други части на тялото кървят.
- Стадий III – пациентът проявява симптоми на циркулаторен шок.
- Стадий IV – пациентът има толкова силен шок, че не могат да се усетят кръвното му налягане и сърдечния ритъм.[23]

Стадии III и IV се наричат „шоков синдром на денга“.

### Лабораторни изследвания
Денга треската може да се диагностицира чрез микробиологични лабораторни изследвания. Може да бъдат направени няколко различни вида изследвания. При едно от изследванията (изолиране на вирус) се отделя вируса на денга при култури от клетките. При друго изследване (откриване на нуклеинова киселина) се търсят нуклеинови киселини от вируса, като се използва метод, наречен полимеразна верижна реакция (PCR). При трето изследване (откриване на антиген) се търсят антигени на вируса. При друго изследване се търсят антитела в кръвта, които тялото произвежда, за да се бори срещу вируса на денгата. Изследванията за изолиране на вирус и откриване на нуклеинова киселина са по-добри от откриването на антиген. Тези изследвания обаче са по-скъпи и затова ги няма на много места. Когато денгата е в ранните стадии на заболяването, всички тези изследвания може да дадат отрицателни резултати (тоест да не покажат, че пациентът има заболяването).
С изключение на изследванията за антитела, тези лабораторни изследвания може само да помогнат да се диагностицира денга треската по време на острия (начален) стадий на заболяването. Изследванията за антитела обаче могат да потвърдят, че пациентът има денга в по-късните стадии на инфекцията. Тялото изработва антитела, които се борят специфично с вируса на денга след 5 до 7 дни.

## Превенция
Няма одобрени ваксини, които да предпазват хората от вируса на денга. За да се предотврати инфекцията СЗО препоръчва да се контролира популацията на комари и да се предпазват хората от ухапвания от комари.
СЗО препоръчва програма за предотвратяване на денга, наречена „Интегриран векторен контрол“, която включва пет различни части:
- Трябва да се използват подкрепа, социална мобилизация и законодателство (закони), за да станат по-силни организациите за обществено здраве и общностите.
- Всички сектори на обществото трябва да работят заедно. Това включва обществения сектор (като правителството), частния сектор (като бизнесите и корпорациите) и секторът на здравеопазването.
- Трябва да бъдат интегрирани (или обединени) всички начини за контролиране на болестта, така че наличните ресурси да имат възможно най-голям ефект.
- Трябва да се вземат решения въз основа на доказателствата. Това ще спомогне интервенциите (мерките за справяне с денгата) да бъдат дадат ефект.
- Да се оказва помощ на районите, в които има денга, така че да могат да си изработят средства, с които те сами да реагират ефективно на болестта. [13]

СЗО предлага също конкретни средства за контролиране на комарите и за предпазване от ухапвания. Най-добрият начин да се контролира комарът Aedes aegypti е да се унищожи естествената му среда. Хората трябва да изливат отворените контейнери с вода (така че да не могат комарите да снасят яйца в тях). В такива области може да се използват също инсектициди или агентите за биологичен контрол. Учените смятат, че пръскането с органофосфат или пиретроидни инсектициди не помага. Застоялата вода трябва да се отстранява (водата, която не е течаща), защото тя привлича комарите и също защото хората може да имат здравословни проблеми, ако инсектицидите се натрупат в застоялата вода. За да се предпазят от ухапвания от комари, хората може да носят дрехи, които напълно покриват кожата. Могат да използват средства против насекоми (например спрей против насекоми), който отблъсква комарите (най-добре действа DEET). Хората може да използват мрежи срещу комари, когато си почиват.

## Овладяване
Не съществува конкретно лечение за денга. Различните хора се нуждаят от различни видове лечение, в зависимост от симптомите. Някои хора може да се почувстват по-добре просто като приемат течности у дома, под надзора на личния си лекар, който следи дали се подобряват. Други хора имат нужда от интравенозно вливане на течности и кръвопреливане. Един медицински специалист може да реши да приеме даден пациент в болницата, ако има сериозни предупредителни признаци, особено ако здравословното му състояние вече е хронично.
Когато при болния се налага интравенозно вливане, то обикновено се прилага само за ден или два. Медицинският специалист ще увеличи количеството на подаваната течност, така че пациентът да може да отделя определено количество урина (0,5 – 1 мл/кг/час). Освен това течността се увеличава, докато хематокрита на пациента (количеството на желязо в кръвта) и жизнените показатели се върнат към нормалното. Поради риска от кървене, медицинските специалисти се опитват да избягват инвазивни медицински процедури като назогастрална интубация (поставяне на тръба в стомаха през носа), мускулно инжектиране (прилагане на лекарство чрез инжектиране в мускул), както и артериални пункции (поставяне на игла в артерия). При висока температура или болка може да се прилага ацетаминофен (Tylenol). Не трябва да се използват противовъзпалителни лекарства от вида на нестероидни противовъзпалителни средства (НСПВС) като ибупрофен и аспирин, тъй като има по-голяма вероятност да се предизвика кървене. Кръвопреливането трябва да се започне рано, ако жизнените показатели на пациента се променят или не са в нормата и ако количеството на червените кръвни телца в кръвта се понижи. При необходимост от кръвопреливане на пациента трябва да се влива цяла кръв (кръв, която не е била разделена на отделните си компоненти) или еритроцитна маса. Обикновено не се препоръчват тромбоцити (отделно от цяла кръв) и прясно замразена плазма.
Когато даден пациент е в етап на възстановяване от денга, обикновено не трябва да приема повече интравенозни течности, за да се избегне претоварването с течности. Ако е налице претоварване с течности, но жизнените показатели са стабилни (не се променят), може да бъде достатъчно просто да се спре подаването на допълнителни течности. Ако даден пациент вече не е в критичния етап на заболяването, може да му бъдат прилагани бримкови диуретици, като например фуросемид (Lasix). Това може да помогне за отделяне на допълнителното количество течности от кръвообращението.

## Заболеваемост
Повечето хора с денга се възстановяват и впоследствие нямат никакви проблеми. Без лечение от 1 до 5 % от заразените хора (1 до 5 на всеки 100) умират от денга. При правилно лечение умират по-малко от 1 %. Въпреки това при хората с тежка форма на денга умират 26 % (26 на всеки 100).
Денгата е често срещана в над 110 страни. Всяка година от нея се заразяват от 50 до 100 милиона души по целия свят. Освен това всяка година води до половин милион хоспитализации и около 12 500 до 25 000 смъртни случая по свята.
Денгата е най-често срещаното вирусно заболяване, което се разпространява чрез членестоноги. Смята се, че денга причинява около 1600 години намалена трудоспособност на един милион души от населението. Това означава, че на всеки милион души, денга е причина за загубата на приблизително 1600 години живот. Това е почти същата заболеваемост като тази, която причиняват други детски и тропически болести, например туберкулоза. Денгата се счита за втората по значимост тропическа болест след маларията. Световната здравна организация счита денгата като една от 16-те пренебрегвани тропически болести (което означава, че денга не се приема толкова сериозно, колкото трябва).
Денгата се среща все по-често по света. През 2010 г. денгата се разпространява 30 пъти по-често, отколкото през 1960 г. Счита се, че няколко обстоятелства са причина за увеличаването на случаите на денга. Все повече хора живеят в градовете. Населението на света се разраства. Все повече хора пътуват в международен план (между различните страни). Глобалното затопляне също може да се приеме като фактор за увеличаването на случаите на денга.
Най-много случаи на денга има около екватора. 2,5 милиарда души живеят в райони, където има случаи на денга. 70 % от тези хора живеят в Азия и Тихоокеанския басейн. В Съединените щати 2,9 % до 8 % от хората, които се връщат от пътуване в райони, където се среща денга и имат треска, са били заразени по време на пътуването. В тази група от хора, денгата е втората най-разпространена инфекция, която се диагностицира, след маларията.

## История
Денгата е описана за първи път преди много години. Една китайска медицинска енциклопедия от династията Дзин (съществувала от 265 до 420 г. сл. Хр.) говори за човек, който вероятно е имал денга. В книгата се споменава за „водна отрова“, която се свързва с летящи насекоми. Съществуват и писмени записи от 17 век относно това какво може да са представлявали епидемиите от денга (при които болестта се разпространява изключително бързо за кратко време). Най-вероятните ранни сведения за епидемии от денга датират от 1779 и 1780 г. В тези сведения се говори за епидемия, която се разпространява в Азия, Африка и Северна Америка. Оттогава до 1940 г. няма много епидемии.
През 1906 г. учени доказват, че хората се заразяват от комарите Aedes. През 1907 г. учените откриват, че денгата се причинява от вирус. Това е едва второто заболяване, за което е доказано, че се причинява от вирус. Джон Бъртън Клеланд и Джоузеф Франклин Силер продължават да изучават вируса денга и установяват какви са принципите му на разпространение.
Денгата започва да се разпространява много по-бързо по време на и след Втората световна война. Смята се, че причината за това е, че войната променя околната среда по различни начини. Различни видове денга се разпространяват и в нови области. За първи път хората започват да боледуват от хеморагична денга треска. За първи път е съобщено за тази тежка форма на заболяването през 1953 г. във Филипините. До 1970 г. хеморагичната денга треска се превръща в основна причина за детската смъртност. Освен това започва да се появява в Тихоокеанския регион и Южна Америка. През 1981 г. за първи път е съобщено за хеморагична денга треска и шоков синдром на денга в Централна и Южна Америка. По това време медицинските специалисти забелязват, че хората, които вече са били заразени с денга вирус тип 1 няколко години по-късно се разболяват от денга тип 2.

### История на термина
Не е ясно от къде произлиза думата „денга“. Някои хора смятат, че идва от фразата на суахили: Ka-dinga pepo. Тази фраза говори за болестта, причинена от зъл дух. Счита се, че думата на суахили dinga произлиза от испанската дума dengue – „внимателен“. Може да е била използвана, за да опише човек, страдащ от болки в костите, причинени от денга – болка, която кара човек да върви внимателно. Въпреки това е възможно и испанската дума да идва от думата на суахили, а не обратно.
Други хора смятат, че наименованието „денга“ идва от Западна Индия. В Западна Индия са казвали, че робите, които са болни от денга стоят и вървят като „денди“. Поради тази причина болестта се нарича още „денди треска“.
Името „трошаща костите треска“ е използвано за първи път от Бенджамин Ръш, лекар и американски „баща-основател“. През 1789 г. Ръш използва името „трошаща костите треска“ в доклад за избухването епидемия от денга през 1780 г. във Филаделфия. В доклада Ръш най-често използва по-официалното име „треска на жлъчните пристъпи" (на английски: bilious remitting fever). Терминът „денга“ не се използва често до 1828 г. Преди това различни хора използват разнообразни наименования за заболяването. Например денгата е наричана също „треска на разбитото сърце“ (на английски: breakheart fever) и „ла денга“ (la dengue). Използвани са и други наименования за острата форма на денга, например „инфекциозна тромбоцитопенична пурпура“ (infectious thrombocytopenic purpura), „филипинска“, „тайландска“ и „сингапурска хеморагична треска“.

## Научни изследвания
Учените продължават да правят научни изследвания на начините за предотвратяване и лечение на денга. Освен това се работи върху контролирането на комарите, като се създават ваксина и лекарства за борба с вируса.
Използвани са множество елементарни средства за контролиране на комарите. Някои от тези средства са ефикасни. Например гупи (Poecilia reticulata) или копепод могат да бъдат пуснати в застояла вода, за да изяждат ларвите на комарите.
Учените продължават да работят върху създаването на ваксина, която да предпазва хората от всички четири вида денга. Някои учени се притесняват, че ваксината може да увеличи риска от тежко заболяване чрез подсилване, зависещо от антитела (antibody-dependent enhancement) (ADE). Възможно най-добрата ваксина би притежавала няколко различни качества:
- на първо място тя ще бъде безопасна;
- ще оказва въздействие след една или две инжекции;
- ще предпазва от всички видове на денга вируса;
- няма да причинява ADE;
- ще бъде лесно да се транспортира и складира (да се съхранява, докато бъде необходима);
- ще бъде на ниска цена и икономически ефективна.[42]

През 2009 г. са изпитани няколко ваксини. Учените се надяват, че първата ваксина ще бъде пусната в търговската мрежа до 2015 г.
Учените продължават да работят и върху създаването на антивирусни лекарства, които да лекуват пристъпите на денга треската, както и да предпазват хората от развиване на тежки усложнения. Освен това продължават своята работа, за да проучат как са структурирани протеините на вируса. Това може да им помогне да създадат лекарства, които действат ефикасно при денга.